# Classicismo de Weimar

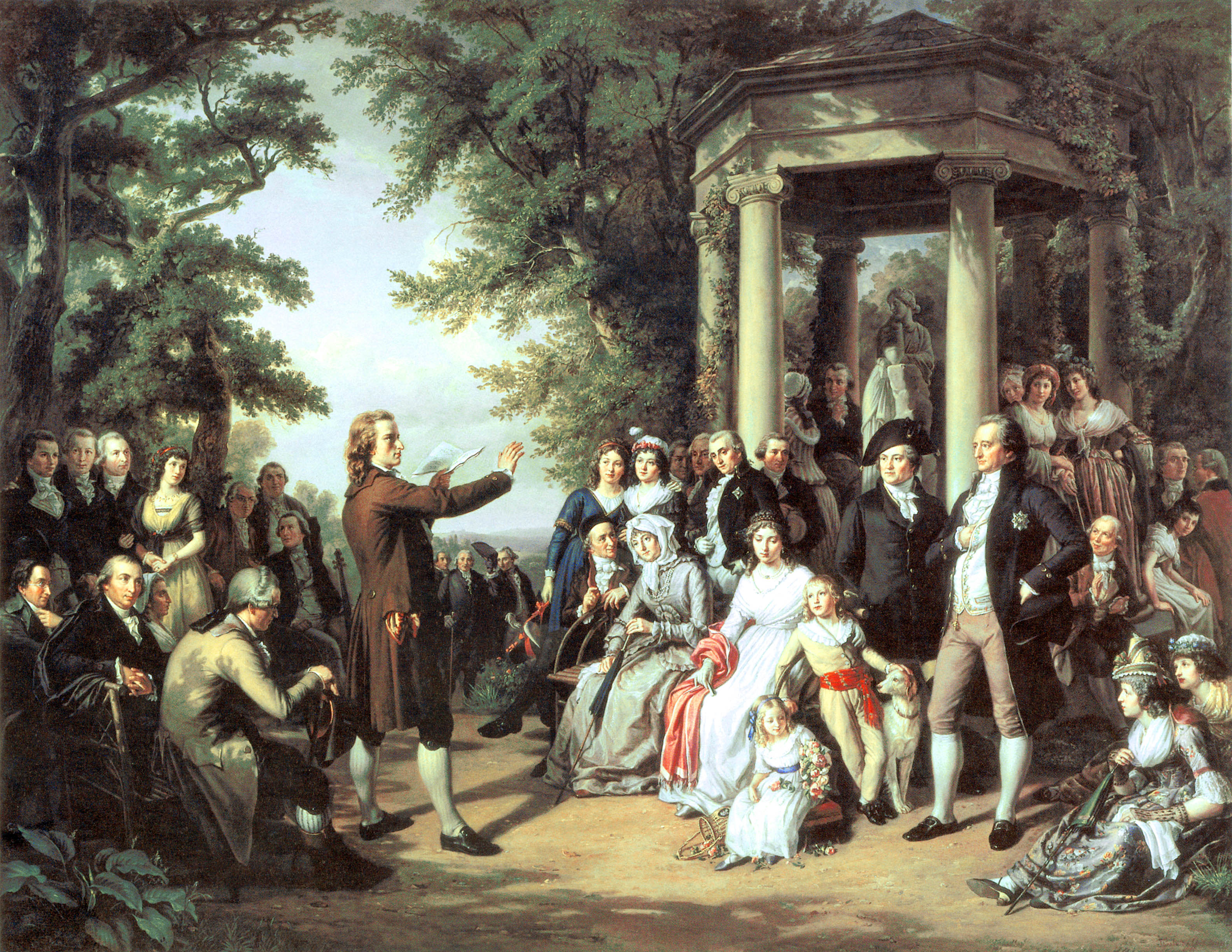
A Corte das Musas de Weimar (1860), de Theobald Freiherr von Oer. Schiller lê nos jardins da Mansão Tiefurt, Weimar. Entre a audiência está Wieland (segunda pessoa sentada a partir da esquerda), Herder (no centro, sentado logo à frente de Wieland) e Goethe (na frente do pilar, à direita).

O Classicismo de Weimar (dt. Weimarer Klassik) é um período cultural da Alemanha em que a atividade criativa das quatro maiores personalidades intelectuais da época (Goethe, Schiller, Wieland e Herder) apresenta seu apogeu. Seu início é comumente datado em 1786, com a primeira viagem de Goethe à Itália, e como seu fim estabeleceu-se a morte de Schiller em 1805.
As características principais do período são a tentativa de resgate de padrões artísticos e estéticos da Grécia antiga; a orientação por ideais humanistas, de harmonia e tolerância a serem alcançados através da arte e da literatura por meio da "educação estética"; a síntese de ideias do Romantismo e do Iluminismo; dentre outras.
Weimar ascende como a capital intelectual da Europa pelas mãos da princesa Anna Amalia, que reuniu os principais nomes da época com o intuito primordial de conduzir a educação de seus filhos. O duque Carlos Augusto também teve um papel central no florescimento cultural de Weimar, ao ter Goethe como seu principal conselheiro e diretor do teatro de Weimar. 

Referindo-se a esse período em sua obra Da Alemanha, Madame de Stäel afirma: 
Weimar era tida como a Atenas da Alemanha, e, com efeito, tratava-se do único lugar [alemão] onde o interesse pelas belas-artes foi por assim dizer nacional, servindo de laço fraternal entre as pessoas de diversos níveis.

## Principais obras da época

### Christoph Martin Wieland
- Alceste, (1773, Drama. Weimar, 25 de maio de 1773)
- Die Geschichte der Abderiten, Romance (Leipzig 1774-1780)
- Oberon, Conto em versos (Weimar 1780; versão reduzida: Leipzig 1784)

### Johann Wolfgang (von) Goethe
- Iphigenie auf Tauris (Drama, impresso em 1787)
- Faust. Ein Fragment (1790)
- Torquato Tasso (Drama, a partir de 1780, impresso em 1790)
- Wilhelm Meisters Lehrjahre (1795/96)

### Johann Gottfried Herder
- Ideen zur Philosophie der Geschichte der Menschheit (4 partes 1784–1791)
- Metakritik zur Kritik der reinen Vernunft, Leipzig 1799, 2 partes

### Friedrich (von) Schiller
- Don Karlos (1787)
- Über den Grund des Vergnügens an tragischen Gegenständen (1792)
- Über die ästhetische Erziehung des Menschen (1795)
- Über naive und sentimentalische Dichtung (1795)
- Der Ring des Polykrates (1798)
- Wallenstein-Trilogie (1799)
- Maria Stuart (1800)
- Die Jungfrau von Orléans (1801)
- Die Braut von Messina (1803)
- Wilhelm Tell (1803/04)
- Die Huldigung der Künste (1804)

1. ↑  de Stäel, Madame (2016). «Weimar». Da Alemanha. São Paulo: Unesp